# Nicolas Reubsaet

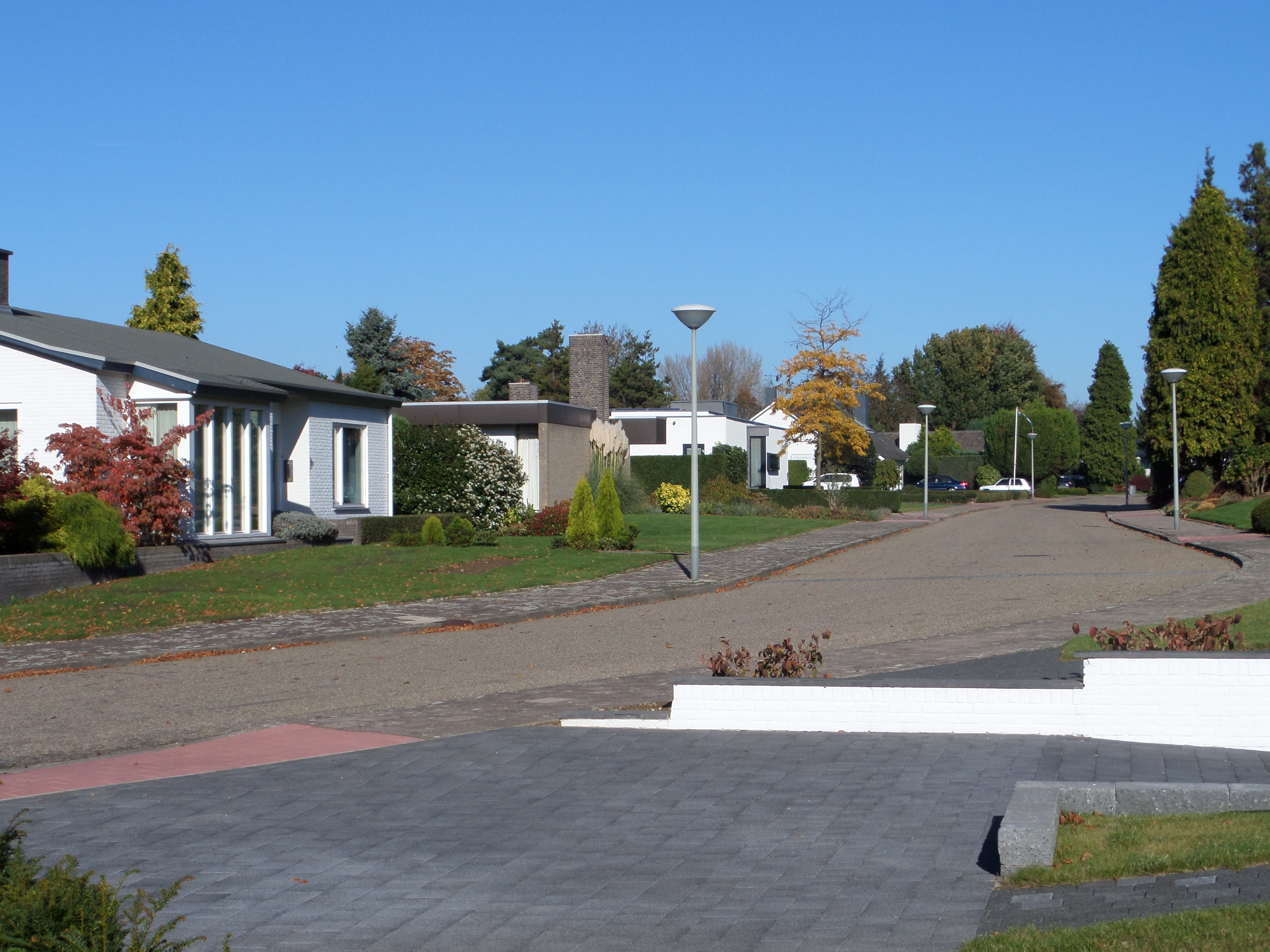
Reubsaetlaan, Sittard (2014)

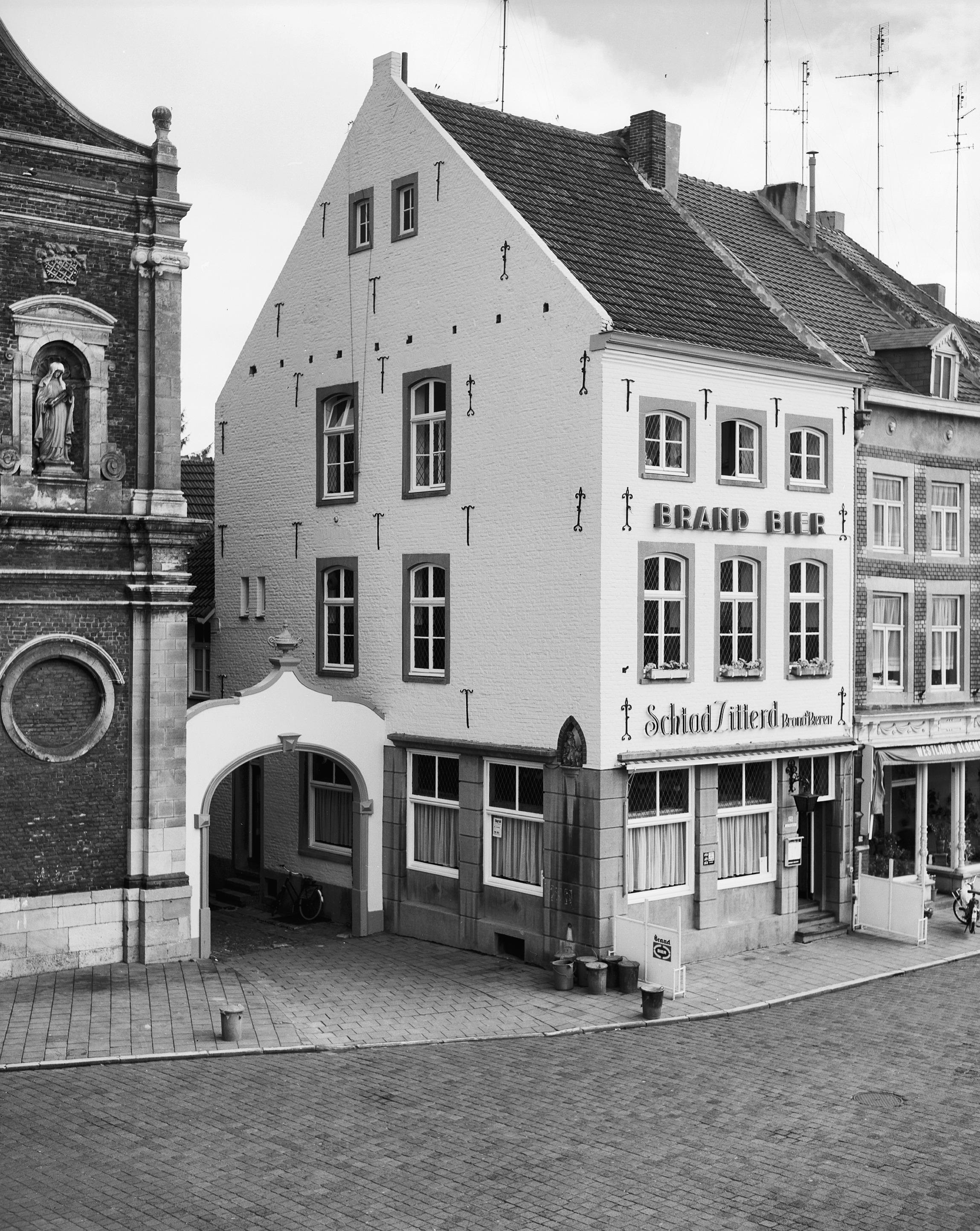
Foto Markt 25, Sittard met op de hoek het beeld (1971)

Jan Nicolas Reubsaet (Sittard, 26 april 1843 – Menton, Frankrijk, 2 september 1887) was een Nederlands tenor.

## Nicolas Reubsaet
Hij was zoon van schoenmaker Joannes Baptist Victor Reubsaet en diens tweede vrouw Maria Josepha Dassen. De halfbroer Juliën Reubsaet had ook zijn sporen in de muziek.
Het zag er aanvankelijk niet naar uit dat Nicolas Reubsaet musicus zou worden; hij begon als huisschilder in en om Sittard. Hij deelde echter de belangstelling voor muziek met zijn halfbroer. Hun gezamenlijke muziekleraar was de plaatselijke musicus Grosschell, die hen de eerste beginselen van solfège en viool bijbracht. Grosschell werd al snel aan de kant geschoven en de oudere Juliën nam Nicolas onder zijn hoede op piano in cornet a piston. 
Hij trok rond 1859 naar Utrecht om er cornettist/trompettist te worden van de Utrechtse Schutterij van Cornelis Coenen. In Utrecht leerde hij zijn eerste vrouw kennen: Catharina Anna van Antwerpen (huwelijk 1864). Er kwam vanuit Groningen bericht dat ze hem wilden als muziekleraar en hij ging daarom naar die stad om er muziekleraar te worden aan de stedelijke muziekschool, als ook cornettist/trompettist van het De Harmonie. Maar in 1865 was hij alweer terug in Sittard (geboorte dochter Mechtildes Josepha Maria) en werd er dirigent van een plaatselijk harmonieorkest, dat nog speelde bij de opening van de Spoorlijn Maastricht - Venlo (21 november 1865). Ook richtte hij er een strijkorkest op en gaf leiding aan diverse muziekuitvoeringen.
Door huwelijksproblemen keerde zijn vrouw terug naar Utrecht en Reubsaet ging naar Brussel, had daar een korte zangopleiding van één jaar aan het Koninklijk Conservatorium Brussel en vertrok kort naar de Vlaamse Opera van Peter Benoit (Reubsaet zou er later voor zorgen dan Benoits Lucifer buiten België werd uitgevoerd). Door zijn tenorstem kon hij zich roeren in hoger gesitueerde kringen en hij mocht zingen tijdens de begrafenis in 1869 van Leopold van België. Na jaren gescheiden van Catharina van Antwerpen te hebben geleefd, werd de echtscheiding in 1874 uitgesproken. Hij richtte zich binnen de muziekwereld steeds meer tot de salonmuziek en kon daarmee goed zijn brood verdienen en trad binnen West-Europa op. Tijdens een van die concerten leerde hij de gefortuneerde Isabelle Eugenie Boyer kennen, net weduwe van naaimachinefabrikant Isaac Merritt Singer. Het stel trouwde in 1879 en ging in Parijs wonen.
Reubsaet voerde de gekochte adellijke titels Vicomte d’Estenbourg de Bloemendaal en Duce de Camposelice. Hij voelde zich geminacht door de kringen waarbinnen hij leefde en probeerde zo meer waardering te krijgen. Hij gebruikte sindsdien de voornaam Victor. In Parijs bouwde hij een collectie strijkinstrumenten (gemerkt Duce de Camposelice) op, waaronder ook violen van Henri Vieuxtemps. Hij organiseerde en gaf er ook avondconcerten. Hij steunde tevens financieel jonge musici en concerten, maar dacht daarbij ook aan het muziekleven in Sittard. Hoewel hij nieuw geld inbracht, ging er volgens zijn vrouw en stiefdochter Winnaretta Singer te veel geld uit. Het zou tot een breuk hebben geleid.
Tijdens een verblijf in Menton in Zuid-Frankrijk in 1887 maakte hij eerst de aardbeving in de Golf van Genua mee om vervolgens in september 1887 te overlijden. Hij werd echter in Pennedepie, Normandië begraven in een praalgraf.
Hoewel lang uit Nederland vertrokken, was zijn overlijden landelijk nieuws.

## Eerbetoon
In 1937 wijdde het Limburgs geïllustreerd maandblad De Nedermaas een tweeluik aan hem. Sittard kende een Reubsaetstraat (Stationsdwarsstraat) en kent een Reubsaetlaan in villawijk Kollenberg-Park Leyenbroek. In de zijgevel van Markt 25, Sittard is een beeltenis van hem geflankeerd door zijn ouders te vinden. In 2016 herdacht Sittard de musicus met een muziektheaterproductie.